# مبارزة (فلم 1971)
مبارزة (بالإنجليزية: Duel) فيلم أكشن وإثارة أمريكي من إنتاج عام 1971، كتبه ريتشارد ماثيسون، ويستند إلى قصة قصيرة له عام 1971. يمثل الفيلم أول إخراج طويل للمخرج ستيفن سبيلبرغ. يجسد دينيس ويفر شخصية ديفيد مان، وهو مسافر تجاري من كاليفورنيا يقود سيارة بليموث فاليانت، وبينما هو في طريقه لمقابلة عميل، سرعان ما يجد نفسه مطاردًا من سائق غير مرئي لشاحنة بيتربيلت 281 صدئة. 
بُث الفيلم في الأصل على التلفاز في 13 نوفمبر 1971، وتلقى لاحقًا إصدارًا دوليًّا إلى دور العرض في نسخة موسعة تعرض مشاهد صورت بعد البث الأصلي. حاز الفيلم على استحسان نقدي عند صدوره، بالتركيز على إخراج سبيلبرغ، ومنذ ذلك الحين تم الاعتراف به باعتباره مدرسة كلاسيكية مؤثرة.

## طاقم التمثيل
- دينيس ويفر: في دور ديفيد مان
- جاكلين سكوت: في دور السيدة مان
- كاري لوفتين: في دور سائق شاحنة
- إيدي فايرستون: في دور مالك مقهى
- لو فريزل: في دور سائق الحافلة
- يوجين دينارسكي: في دور رجل في المقهى
- لوسيل بنسون: في دور سيدة
- تيم هربرت: في دور عامل محطة وقود
- تشارلز سيل: في دور رجل عجوز
- شيرلي أوهارا: في دور نادلة
- الكسندر لوكوود: في دور جيم
- ايمي دوغلاس: في دور امرأة عجوز في السيارة
- سويت ديك ويتينغتون: في دور مراسل اذاعي
- ديل فان سيكل: في دور سائق سيارة[9]

## أحداث الفيلم
ديفيد مان (دينيس ويفر) هو مجرد رجل عائلة عادي في رحلة عمل، ولسوء الحظ، تسير الأمور من سيئ إلى أسوأ عندما تجبره شاحنة ضخمة أمامه على القيادة بسرعة أبطأ مما يريد. يستمر ديفيد في القيادة، ويدرك أنه لا يتعامل مع مجرد سائق آخر على الطريق. على الرغم من أنه لا يستطيع رؤية وجه سائق الشاحنة أبدًا، إلا أن السائق يثبت أنه سيكوباتي، حيث بدأ في إخراج مان من الطريق وخداعه أو إجباره على عدد من المواقف المميتة، ومع استمرار الرحلة المروعة، يحاول مان أن يحتفظ بشاحنته سليمة، لكن في كل مرة يظن أنه تخلص من السائق المجنون أخيرًا، تعود الشاحنة لإخافته أكثر. يتطور الصراع المروع إلى النقطة التي يدرك فيها أن الجري لن ينقذه، وأنه يجب عليه اتخاذ موقف والقتال ضد سائق الشاحنة المجنون.

## استقبال الفيلم
تلقى الفيلم العديد من الآراء الإيجابية ويعتبره البعض من أعظم الأفلام التلفزيونية على الإطلاق.
منح موقع «الطماطم الفاسدة» الفيلم تقييم مقداره 88% بناء على آراء 41 ناقد سينمائي، وكتب إجماع النقاد: «يستخدم الفيلم بشكل رائع قصته البسيطة، ويقدم موسيقى الروك لتحقيق الإثارة».
كتب الناقد التلفزيوني مات زولر سيتز في كتابه لعام 2016 الذي شارك في كتابته مع آلان سيبينوال بعنوان (TV (The Book «تي في (الكتاب)»: «أعظم فيلم تلفزيوني أمريكي في كل العصور»، مشيرًا إلى أنه «بعد خمسين عامًا تقريبًا من بثه الأول، مازال يحتفظ بكيان فيلم الحركة الأسطوري، وبقدر كبير من قوته».
غالبًا ما يركز تفسير فيلم «مبارزة» على رمزية مان والشاحنة. يتبع بعض النقاد تفسير سبيلبرج للقصة باعتبارها لائحة اتهام ضد ميكنة الحياة، سواء من خلال الآلات الحرفية أو من خلال التنظيم الاجتماعي. تصنف الفيلم في المرتبة 67 في أكثر 100 فيلم رعب لحظات على مجلة برافو.
على مر السنين، خلق فيلم «مبارزة» طائفة قوية cult film من المتابعين وسمعة طيبة كفيلم يصبح له منهج يسير عليه من يأتي بعده.

## الجوائز والترشيحات
1. مهرجان أفورياز السينمائي الرائع Avoriaz Fantastic Film Festival: ربح الجائزة الكبرى: 1973[19]
2. إيمي Emmy: ربح جائزة الإنجاز المتميز في تحرير الصوت السينمائي: 1972[20]
3. جولدن جلوب: ترشح لجائزة أفضل فيلم تلفزيوني: 1972[21]
4. إيمي: ترشح للإنجاز المتميز في التصوير السينمائي لبرمجة الترفيه (لبرنامج خاص أو برنامج طويل مخصص للتلفزيون): 1972[22]
5. جائزة ساتورن Saturn Award: ترشح لجائزة أفضل إصدار لفيلم دي في دي كلاسيكي: 2003[22]

## وصلات خارجية
- مبارزة على موقع IMDb (الإنجليزية)
- مبارزة على موقع ميتاكريتيك (الإنجليزية)
- مبارزة على موقع الموسوعة البريطانية (الإنجليزية)
- مبارزة على موقع روتن توميتوز (الإنجليزية)
- مبارزة على موقع قاعدة بيانات الأفلام العربية
- مبارزة على موقع ألو سيني (الفرنسية)
- مبارزة على موقع Turner Classic Movies (الإنجليزية)
- مبارزة على موقع أول موفي (الإنجليزية)
- مبارزة على موقع فيلمافينيتي (الإسبانية)
- مبارزة على موقع قاعدة بيانات الأفلام السويدية (السويدية)